# Bev M. Ewen-Smith
Bev M. Ewen-Smith, en brittisk astronom.
Minor Planet Center listar honom som B. M. Ewen-Smith och som upptäckare av 1 asteroid.
1996 upptäckte han tillsammans med landsmannen Chris F. Durman asteroiden 8225 Emerson.